# Drygulec (przystanek kolejowy)
Drygulec – przystanek kolejowy w Drygulcu, w województwie świętokrzyskim, w Polsce.